# Niels Juel Simonsen
Pour les articles homonymes, voir Juel (homonymie) et Simonsen.
Niels Juel Simonsen (né en 1846 à Copenhague - mort en 1906) est un chanteur danois baryton d'opéra, qui a fait ses débuts en 1874. Il a donné de nombreux spectacles des chansons d'Edvard Grieg, en particulier Den Bergtekne.